# Verdina Pensè
Verdina Pensè   (l'Alguer, 26 d'octubre de 1913 - l'Alguer, 5 de gener de 1984) fou una pintora i joiera algueresa. Filla d' Ottavio Pensè, de l'Alguer, i Carmina Langella, de Torre del Greco, va ser l'única noia d'entre els seus deu germans, tots pescadors. Va ser professora d'història de l'art, directora de l'Escola del Corall, animadora cultural, administradora pública i regidora municipal de l'Alguer.
Va estudiar a l'Institut d'Art de Sàsser. Després d'obtenir un diploma de decoració pictòrica, el 1950, animada per Filippo Figari, va traslladar-se a Torre del Greco per assistir a la Coral Art School. Des de 1952 fins al 1959 va ser la directora de l'Escola del Corall de l'Alguer, la primera escola d'orfebreria i processament de coralls a Sardenya, que més tard es va convertir en l'Institut Estatal d'Art. Cap a mitjan anys 1950, va obrir un taller artesanal propi a l'Alguer per a la creació de joies de corall i perla. Com a pintora, moltes de les seves teles responen a temes algueresos.
Va rebre el nom d'un carrer de l'Alguer, a prop de Valverde, i, el 2010, l'Obra Cultural de l'Alguer va establir un premi en nom seu per a artistes emergents.